# Baby Don't Cry

Baby Don't Cry (alternativamente "Mermaid's Tears"; em coreano: 인어의 눈물; chinês simplificado: 人鱼的眼泪; chinês tradicional: 人魚的眼淚) é uma canção de R&B-balada do grupo masculino sino-coreano EXO, interpretada pelos subgrupos EXO-K e EXO-M. Disponível em coreano e mandarim, a canção foi incluída em seu primeiro álbum de estúdio, XOXO, que foi lançado digitalmente em 3 de junho de 2013, sob o selo da gravadora SM Entertainment, e teve um bom desempenho nas paradas musicais da China, Baidu e Sina.

## Produção e lançamento
A produção de "Baby Don't Cry" foi realizado por uma equipe de compositores que incluía Kim Tae-sung, Im Kwang-wook, Andrew Choi, Ophelia e Kalle Engstrom. Uma parte da música também foi usada originalmente no vigésimo primeiro teaser de estréia do EXO, lançado em 28 de fevereiro de 2012, que contou com uma coreografia de acompanhamento realizada pelo membro Kai.
A versão em coreano da canção foi incluída como a segunda faixa na versão coreana do primeiro álbum de estúdio do grupo XOXO, lançado em 3 de junho de 2013. A letra desta versão foi escrita por Cho Yoon-kyung. A versão em mandarim da música, intitulado "Mermaid Tears" foi incluída na versão chinesa do álbum, lançado na mesma data. A letra foi fornecida por Wang Yajun-shi.

## Promoção
Em 2013, os membros do EXO-K Baekhyun, Suho, D.O. e Chanyeol cantaram a versão coreana de "Baby Don't Cry" ao vivo nos programas de rádio SimSimTaPa em 7 de junho, Cultwo Show! em 11 de julho, e Yoo In-na's Let’s Crank Up the Volume em 2 de agosto. A performance ao vivo da música também foi transmitida pelo Global Request Show: A Song For You em 30 de agosto de 2013. Em 25 de agosto de 2013, EXO-M cantou a versão chinesa da música no Love Big Concert na China. A versão coreana também foi incluída no set-list do festival de inverno do grupo com suas colegas de gravadora f(x), SM Town Week: "Christmas Wonderland", em 23 e 24 de dezembro no KINTEX in Goyang.

## Recepção
Um colunista do Seoulbeats elogiou "Baby Don't Cry", e comentou que "mais do que compensa" em relação a faixa anterior, o single "Wolf" que descreve como "bagunçado". "...a música usa um piano cristalino todo emparelhado com uma batida R&B despojada . Mesmo quando ela começa a adicionar um pouco mais, ele nunca tira as vozes dos membros, deixando os ouvintes aquecer seus vocais. Mesmo os raps são perfeitos, indo para um som mais suave que quase acaricia seu ouvido ..." explicou o crítico.

## Desempenho nas paradas
Após o lançamento "Baby Don't Cry" apareceu em portais de música, ficando na posição #2 no Naver, Soribada, Daum, Bugs and Monkey 3 em tempo real ficando atrás apenas do primeiro single do álbum, "Wolf".
| Gráfico (2013)               | Melhores posições |
| ---------------------------- | ----------------- |
| Gaon Singles chart           | 31                |
| Gaon Monthly Singles chart   | 84                |
| Gaon Local Singles chart     | 31                |
| Gaon Streaming Singles chart | 95                |
| Gaon Download Singles chart  | 18                |
| Gaon Background Music chart  | 20                |
| Billboard K-Pop Hot 100      | 55                |

| Gráfico (2013)                           | Melhores posições |
| ---------------------------------------- | ----------------- |
| Baidu Weekly Music Chart                 | 2                 |
| Baidu Monthly Music Chart                | 13                |
| Gaon International Singles chart         | 25                |
| Gaon Monthly International Singles chart | 148               |